# 春らんまん!
『春らんまん!』（はるらんまん）は、井上和郎による日本の漫画作品。話数カウントは「その○」。

## 概要
白泉社の漫画雑誌『ヤングアニマルあいらんど』にて、2005年 no.4から2009年 no.8まで連載された4コマ漫画。2度掲載された後、後の連載作品『あねコミ』を挟んで1度掲載された。『あねコミ』単行本1巻に全3話と、巻末おまけ漫画『あねコミ×春らんまん!』が収録されている。

## あらすじ
関東で無敵を誇る不良学生・桜木秋は妹みたいな弟・春が悩みの種。春を男らしくしようとするも、春の仕草にドキッとする日々を送る。

## 登場人物
桜木 秋（さくらぎ シュウ）
16歳。関東では無敵を誇る不良学生。女のような外見の弟・春に苦悩している。
桜木 春（さくらぎ ハル）
14歳。外見・仕草共に女子の様であり、秋の悩みの種になっている。兄を男として尊敬しているが、「兄貴」と上手く言えず「あにち」と呼ぶ。
秋と春の母
秋と春の母親。秋からは「オフクロ」と呼ばれる。家の中で常に眼鏡とエプロン姿で競馬新聞を読んでいる。
真中 美和（まなか よしかず）
春の友達。春同様に女子の様な外見であり、秋と春の母からはガールフレンドと思われている。

## 収録
- 『あねコミ』単行本1巻 2011年3月5日 初版発行 ISBN 978-4-592-14801-2

## 関連作品
- あねコミ